# Nicolo Schiro
Nicolo "Cola" Schiro (nacido Nicolò Schirò; pronunciación en italiano: /nikoˈlɔ skiˈrɔ/; 2 de septiembre de 1872 - 29 de abril de 1957) fue uno de los primeros gánsters neoyorquinos nacidos en Sicilia que, en 1912, se convirtió en el jefe de lo que luego sería conocido como la familia criminal Bonanno. 
El liderazgo de Schiro vería cómo se orquestaron los asesinatos "Good Killers" en Nueva York, Nueva Jersey, y Detroit. La pandilla de Schiro también controló las apuestas ilegales y la extorsión por protección en Brooklyn, intervino en el contrabando de licores durante la Prohibición e imprimió dinero falsificado.
Un conflicto con el jefe de la Mafia estadounidense rival, Joe Masseria forzaría a Schiro dejar el cargo, luego de lo cual regresaría a Sicilia.

## Primeros años
Nicolò Schirò nació el 2 de septiembre de 1872 en la ciudad de Roccamena, en la provincia de Palermo, Sicilia. hijo de Matteo Schirò y su esposa, Maria Antonia Rizzuto. La familia de su padre desciende del pueblo Arbëreshë de la comunidad de Contessa Entellina. Unos pocos años después, la familia de Schiro se mudó al pueblo natal de su madre en la cercana Camporeale.
Schiro emigró a los Estados Unidos en 1897. Para mayo de 1902, estaba viviendo en el barrio Williamsburg de Brooklyn, después de un viaje de retorno a Sicilia.
En abril de 1905, Schiro fue arrestado por abrir su carnicería en día domingo lo que era contrario a las leyes de Nueva York. Luego se convertiría en un vendedor de levadura y bróker.

## Jefe mafioso
Schiro se convirtió en la nueva cabeza de la mafia local centrada en Williamsburg en 1912, reemplazando a Sebastiano DiGaetano.
El informante del Servicio Secreto Salvatore Clemente reportó en noviembre de 1913 que Schiro estaba alineado con la familia criminal Morello en una guerra contra el jefe mafioso, y capo dei capi, Salvatore D'Aquila. Schiro luego desarrolló una posición más neutral, sin parcializarse ni con D'Aquila ni Morello.
La pandilla de Schiro contralaba el área de Williamsburg tanto en la lotería como en la extorsión de inmigrantes italianos en la localidad a través de la Mano Negra. Si el dinero no les era pagado, las casas de las víctimas o sus negocios serían vandalizados o destruidos. Schiro administró su pandilla de manera conservadora, conduciendo su actividad criminal principalmente entre inmigrantes sicilianos y sin colaborar con otras pandillas no sicilianas. Nunca fue arrestado durante su tiempo como jefe, evitando siempre la atención de las autoridades y de los medios.
Schiro desarrollo una relación cercana con los negocios locales y los líderes políticos; y estuvo en la junta de directores del local United Italian-American Democratic Club. La primera aplicación de Schiro para obtener la ciudadanía estadounidense fue rechazada en 1913 debido a su "falta de conocimiento de la Constitución de los Estados Unidos". Luego se naturalizó exitosamente como un ciudadano estadounidense en 1914.
En 1919, el FBI revisó una lista de sospechosos de Mano Negra en el sur de Colorado elaborado por el sheriff del condado de Huérfano. En la lista de nombres aparecía el gánster de Schiro Frank Lanza, con la anotación del sheriff de que Lanza había llegado a Colorado desde Nueva York "cada mayo pretendía comprar queso pero en realidad viene a organizar la Mano Negra".

## Los "Good Killers"

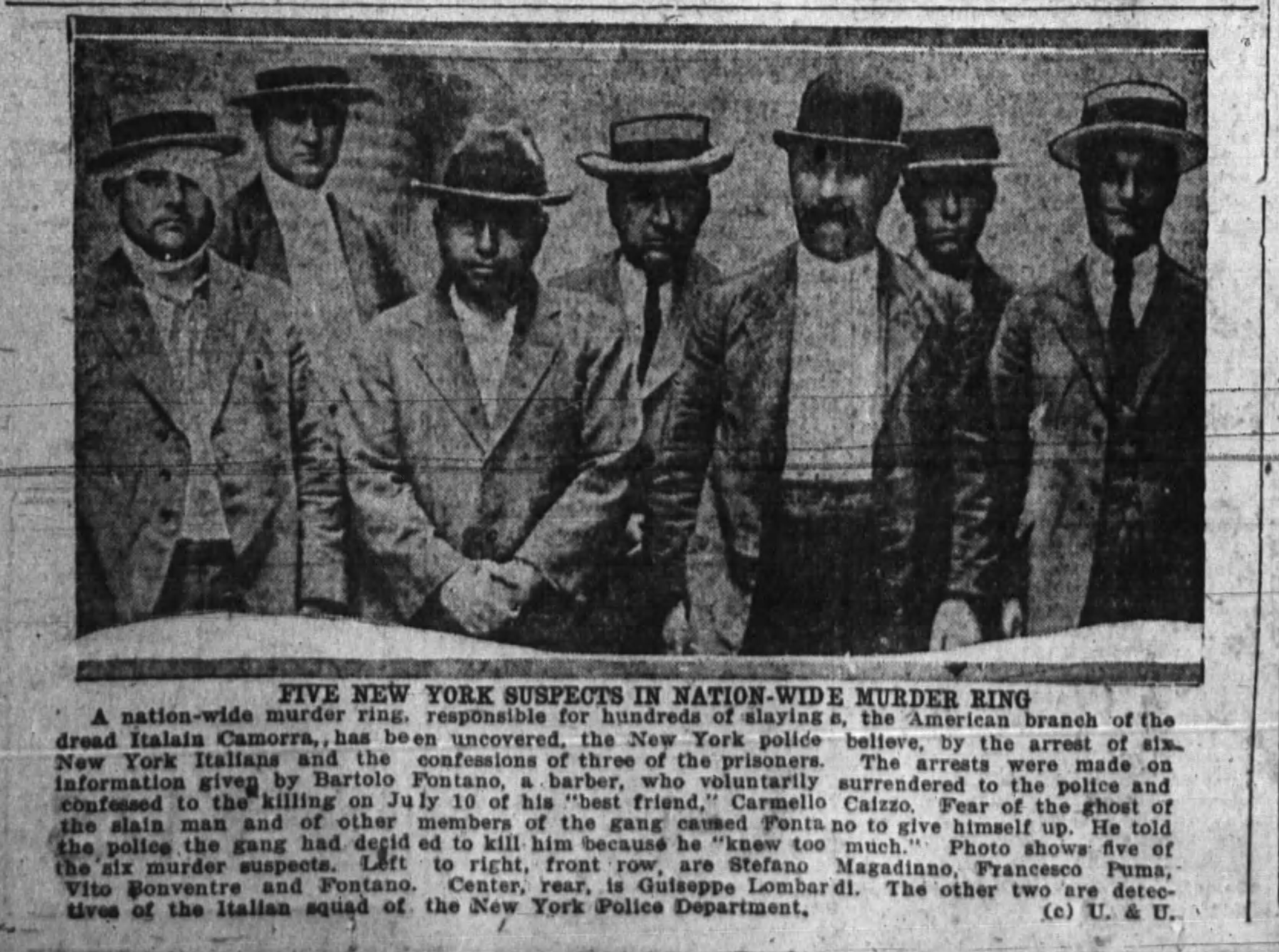
Cinco sospechosos "Good Killers" en custodia policial, 1921.
Izquierda a derecha, adelante: Stefano Magaddino, Francisco Puma, Vito Bonventre y Bartolo Fontana. Centro, atrás: Giuseppe Lombardi.

El 11 de noviembre de 1917, dos gánster de Schiro, Antonio Mazzara y Antonino DiBenedetto fueron asesinados cerca del cruce de las calles 5 norte y Roebling en Brooklyn. Un pistolero, Antonio Massino, fue arrestado cerca de la escena pero otro, el mafioso de Detroit Giuseppe Buccellato, escapó. Buccellato mató a Mazzara y DiBenedetto luego de que se negaron a divulgar la ubicación de su compañero Stefano Magaddino. Magaddino había orquestado el asesinato ese marzo anterior del hermano de Giuseppe y compañero de la mafia de Detroit, Felice Buccellato debido a problemas del clan mafioso de Magaddino y Vito Bonventre con el clan de los Buccellatos en Castellammare del Golfo.

### Tiroteos de 1917 en Detroit
Determinado a matar pero incapaz de ubicar a Giuseppe Buccellato, Schiro y Magaddino decidieron apuntar a su familia. El primo de Giuseppe , Pietro Buccellato, trabajaba en la fábrica de la Ford Motor Company en Highland Park, Míchigan. A pesar de que Pietro Buccellato no tenía asociación conocida con la Mafia, Schiro acordó en el jefe de la Mafia de Detroit Tony Giannola que lo mandara asesinar.
El 8 de diciembre de 1917, un obrero rumano llamado Joseph Constantin, quien fue confundido con Pietro Buccellato, fue disparado y asesinado.
De vuelta en Brooklyn, el 10 de diciembre, Francesco Finazzo, un trabajador portuario relacionado con Pietro Buccellato, fue asesinado por la pandilla de Schiro afuera de su casa en la misma esquina donde Mazzara y DiBenedetto habían sido asesinados un mes antes.
El 19 de diciembre, otro trabajador rumano en Detroit fue confundido con Pietro Buccellato. Paul Mutruc fue disparado varias veces en la espalda y luego dos veces en la cabeza, matándolo.
El 22 de diciembre, cuando Pietro Buccellato esperaba con otros pasajeros para abordar un tranvía que se acercaba, dos pistoleros dispararon varios tiros a Buccellato. Un disparo perdido a través de las ventanas del tranvía casi mata a un pasajero. Buccellato sobrevivió lo suficiente para ser llevado a un hospital donde le contó a la policía, antes de morir, que fue atacado "por razón de su primo".

### Asesinato de Camillo Caiozzo
Un barbero llamado Bartolo Fontana se presentó ante la policía de Nueva York en agosto de 1921, confesando haber asesinado a Camillo Caiozzo un par de semanas antes en Nueva Jersey. Salvatore Cieravo, un hospedero en New Jersey que ayudó a Fontana a deshacerse del cuerpo de Caiozzo había sido arrestado hace poco. Fontana dijo que él mató a Caiozzo por orden de los "Good Killers", un grupo de líderes mafiosos de la pandilla de Schiro quienes venían de Castellammare del Golfo, en venganza del involucramiento de Caiozzo en el asesinato en 1916 del hermano de Stefano Magaddino, Pietro Magaddino, en Sicilia. Fontana temía que él podría ser asesinado por la pandilla de Schiro, y aceptó ayudar a la policía para establecer una operación encubierta. Stefano Magaddino se encontró con Fontana en la Grand Central Station para darle $30 para ayudarlo a huir de la ciudad. Luego del intercambio, Magaddino fue arrestado por un grupo de policías encubiertos. Vito Bonventre, Francesco Puma, Giuseppe Lombardi y otros dos gánsters fueron subsecuentemente arrestados por su involucramiento en el asesinato.
Fontana reveló que los "Good Killers" fueron también responsables de varios otros asesinatos. Algunas de las víctimas estuvieron conectados con el clan mafioso Buccellato en Castellammere del Golfo, mientras otras personas tenían quejas de haber sido estafados en garitos de apuestas manejadas por la pandilla Schiro. También mencionó a algunos partidarios de Salvatore Loiacano, que habían sido respaldados por Salvatore D'Aquila para tomar control de la pandilla Morello. Loiacano fue asesinado el 10 de diciembre de 1920, varios meses después de que Giuseppe Morello fuera liberado de la prisión. De acuerdo a un artículio del 1 de marzo de 1921 en el New York Evening World, siete hombres habían puesto sus manos en el cadáver de Loiacano durante su funeral y juraron venganza. En unos pocos meses, tres de los que juraron - Salvatore Mauro, Angelo Patricola, y Giuseppe Granatelli fueron asesinados y un cuarto, Angelo Lagattuta, recibió disparos y fue herido de gravedad. Fontana los nombró como víctimas de los "Good Killers". Morello había hecho un acuerdo con Schiro, su anterior aliado contra D'Aquila, para matar partidarios de Loiacano.
Nueva Jersey decidió no poner cargos de conspiración relacionados con el asesinato Caiozzo. Los cargos contra Magaddino fueron dejados de lado a pesar de que los oficiales de la policía de Nueva York testimoniaron acerca de las pistas que lo vinculaban con el asesinato así como los cargos contra Bonventre. Sólo los cargos contra Fontana y los tres hombres que lo ayudaron a deshacerse del cadáver -Puma, Lombardi, y Cieravo- se mantuvieron. Francesco Puma fue asesinado en una calle de Nueva York mientras estaba libre bajo fianza esperando su juicio. Una bala perdida del tiroteo también hirió a una niña de siete años. Fontana fue a prisión por el asesinato de Caiozzo mientras los cargos contra Cieravo y Lombardi fueron en algún momento dejados de lado. Magaddino huyó de Nueva York luego de su liberación, mudándose al área de Búfalo, Nueva York.

## Los años 20 y la Ley seca

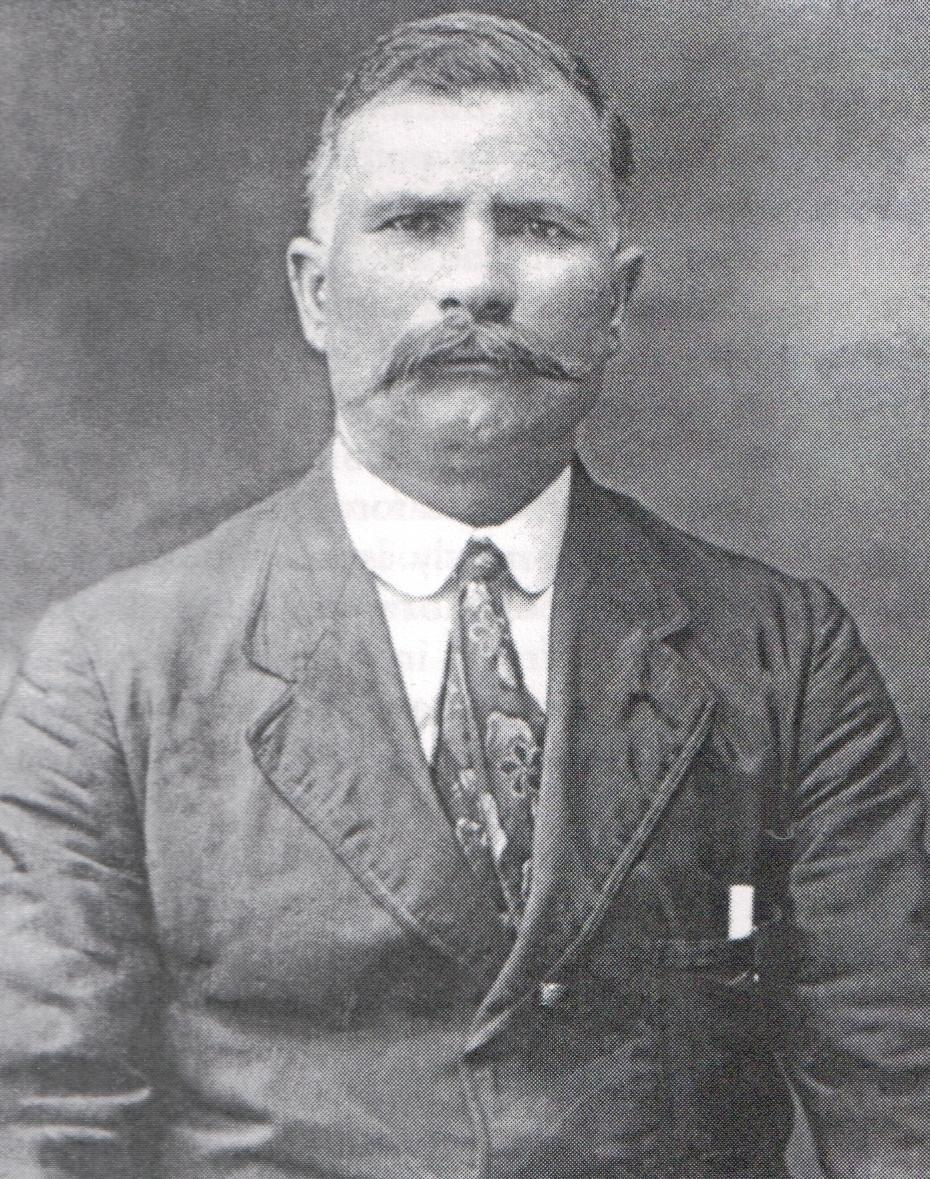
Vito Bonventre

Varios gánsters de Schiro se hicieron jefes criminales en otras ciudades – Frank Lanza en San Francisco, Stefano Magaddino en Buffalo, y Gaspare Messina en Nueva Inglaterra. Schiro también era cercano al futuro jefe de Los Ángeles, Nick Licata.
En abril de 1921, Schiro admitió a Nicola Gentile en su pandilla para protegerlo del capo dei capi Salvatore D'Aquila y como una muestra de la independencia de Schiro respecto de D'Aquila.
El gánster de Schiro, Giovanni Battista Dibella fue arrestado (bajo el alias Piazza) el 14 de julio de 1921, cuando se encontró whiskey y permisos de licor medicinal por un valor mayor a $100,000 fueron embargados durante una redada de los agentes de la Prohibition agents Izzy Einstein and Moe Smith en el almacén de aceite de olivo de Dibella en Brooklyn. Schiro había sido un testigo en la boda de Dibella en 1912. El 12 de septiembre de 1922, el hermano Dibella, Salvatore, fue arrestado y luego acusado (también bajo el alias Piazza) del asesinato del menor de 17 años Gutman Diamond, un mensajero de Western Union, mientras le disparaba a otro contrabandista de licor.

### Falsificación de dinero y ataque racial
El 2 de agosto de 1922, agentes del Servicio Secreto arrestaron al gánster de Schiro Benjamin Gallo, junto con otros cuatro, por operar una sofisticada planta de falsificación en una panadería ubicada en Rockaway Avenue en Brooklyn. Ahí los agentes encontraron tintes, planchas, papel y cientos de dólares falsificados en billetes de $5, $10, y $20; junto con una destilería de alcohol ilegal.
Seis días después, un banquete se realizó en el restaurante de Benjamin Gallo en Brooklyn. Un afroestadounidense llamado George Mendes fue al banquete y se sentó cerca a la puerta. Luego de varios minutos se le acercaron a Mendes y le dijeron que por obstinado podría recibir el tratamiento Ku Klux Klan. Mendes señaló que él había comprado un ticket para el banquete y tenía derecho a sentarse. Fue acuchillado y golpeado por Gallo y un grupo de comensales. Mendes sobrevivió y fue llevado al hospital. Gallo fue arrestado nuevamente por ese ataque .

### Contrabando de licores y fraude ante inmigración
El futuro jefe Joseph Bonanno emigró ilegalmente a los Estados Unidos durante mediados de los años 1920, pronto se unió a la pandilla de Schiro y se convirtió en un protegido de Salvatore Maranzano. En su autobiografía, Bonanno escribe que pel pensó que Schiro era "un amigo obediente con poco carácter" y "extremadamente reacio a mandar pegar a alguien". El primo segundo de Bonanno, Vito Bonventre, permaneció siendo líder dentro de la pandilla de Schiro luego de su arresto y liberación durante el asunto de los "Good Killers". Durante la prohibición, Bonventre desarrolló una amplia operación de contrabando de licores y Bonanno recuerda que "luego de Schiro, Bonventre era probablemente el más rico" de la pandilla.
Salvatore Maranzano, un nacido en Castellammare del Golfo y yerno de un jefe de la Mafia siciliana en Trapani, se unió a la pndilla de Schiro a mediados de los años 1920. Ayudó a crear una extensa red de contrabando de licores en el Condado de Dutchess, Nueva York, junto con una operación que proveía servicios de inmigración fraudulenta y documentos de naturalización a los italianos que hacían ingresar a los Estados Unidos.
Entre 1923 y 1928, Schiro se sintió suficientemente seguro en su posición como jefe como para hacer tres viajes a Europa.
En enero de 1929, Schiro viajó a Los Ángeles para asistir a la boda del hijo del jefe de San Francisco Frank Lanza.

## Despedida y regreso a Sicilia
Salvatore D'Aquila fue asesinado el 10 de octubre de 1928. El entonces jefe de Nueva York Joe Masseria fue elegido para reemplazarlo como el nuevo capo dei capi. Luego de su promoción, Masseria empezó a exigir el pago de tributos de las otras pandillas mafiosas. Schiro provocó la ira de Masseria luego de advertir al jefe de San Francisco Frank Lanza de un plan para secuestrarlo.
Masseria demandó que Schiro le pagara $10,000 y la renuncia como jefe de su familia para perdonarle la vida. Luego de verse forzado a renunciar, Schiro regresó a su pueblo natal en Camporeale, Sicilia. 
Citaciones judiciales para Schiro y otros oficiales de la Masterbilt Housing Corporation fueron publicadas en los periódicos de Brooklyn en el otoño de 1931. En 1934, un memorial fue dedicado en Camporeale a sus soldados muertos durante la Primera Guerra Mundial. Fue construida con donaciones recolectadas por Schiro de inmigrantes de Camporeale en Estados Unidos.
Schiro fue despojado de su ciudadanía estadounidense luego de un pedido del consulado estadounidense en Palermo el 14 de octubre de 1949. Murió en Camporeale el 29 de abril de 1957.